# Étienne Roda-Gil
(Angelo Branduardi)
Etienne Roda-Gil (Septfonds, 1º agosto 1941 – Parigi, 31 maggio 2004) è stato un poeta e autore di canzoni francese.
Sua moglie Nadine Delahaye pure era un'artista famosa, prematuramente scomparsa nel 1990.

## Biografia
Figlio di un rifugiato spagnolo, dopo gli studi universitari incontra il cantante Julien Clerc, nel 1968, con il quale inizia una fruttuosa collaborazione che terminerà soltanto nel 1980.
Nel 1979, collabora con Gérard Lenorman nell'album Boulevard de l'océan. Johnny Hallyday, Claude François, Juliette Gréco, Barbara e Louis Bertignac sono gli altri artisti che hanno interpretato sue canzoni.
Negli anni '80 traduce in francese molti degli album di Angelo Branduardi, conferendo spesso una nuova veste lirica e poetica alle parole di Luisa Zappa, moglie e coautrice di Branduardi.
Nel 1983 collabora con il cantautore Riccardo Cocciante alla stesura dei testi del suo album Sincerità.
Roda-Gil pubblica, nel 1985, un libro: La Porte marine, pubblicato da Éditions du Seuil e l'adattamento de L'idiota di Fëdor Dostoevskij per il regista Andrzej Żuławski nel film L'amour braque.
Conobbe Roger Waters dei Pink Floyd nel 1987, che compose la musica per il libretto Ça ira, della moglie Nadine. Pur ottenendo l'onorificenza dall'allora Presidente francese François Mitterrand, l'opera ha visto la luce soltanto nel 2005, dopo la sua morte. Nel 1989 riceve il premio SACEM (La Société des auteurs, compositeurs et éditeurs de musique).